# Jean-Pierre Ricard
Jean-Pierre Ricard (nascut a Marsella el 26 de setembre de 1944) és un cardenal francès de l'Església Catòlica i Arquebisbe de Bordeus. Entre 2001 i 2007 va presidir la Conferència Episcopal Francesa.

## Biografia
Nascut a Marsella, fill de Georges i Jeanine Ricard. Va estudiar al Lycée de Saint-Charles i al Lycée Périer de Marsella, i Thiers. Ingressà al seminari major de Marsella, on estudià filosofia entre 1962 i 1964. Passà un any al Servei Nacional de Cooperació a Bamako, Mali. També estudià al Seminari des Carmes de París i a l'Institut Catòlic de París, graduant-se en teologia i habilitant-se pel doctorat.
Va ser ordenat prevere el 5 d'octubre a Marsella, fent tasca pastoral a l'arquebisbat de Marsella entre 1968 i 1993. Va ser nomenat rector de la parròquia de Sainte-Émilie de Vialoar (1970–1978) i va estar encarregat de l'ensenyament religiós i formació de preveres i laics. Va ser responsable del Centre de Cultura Religiosa Mistral entre 1975 i 1981, i delegat diocesà pels seminaristes entre 1975 i 1985. Rector de la parròquia de Sainte-Marguerite entre 1981-1988, també serví com a delegat associat per l'ecumenisme i vicari episcopal per la zona del sud de Marsella entre 1984 i 1988. Va ser teòleg regional pels afers pastorals entre 1986-1993, i serví com a secretari general del Sínode diocesà de Marsella (1988-1991) i vicari general entre 1988-1993 pel cardenal Robert Coffy, arquebisbe de Marsella.
Ricard va ser nomenat bisbe titular de Pulcheriopoli i bisbe auxiliar de Grenoble el 17 d'abril de 1993, sent consagrat el 6 de juny a la catedral de Sainte-Marie-Majeure de Marsella, pel cardenal Robert Coffy. El juliol del 1996 va ser nomenat bisbe coadjutor de Montpeller, sent nomenat Arquebisbe de Montpeller el setembre següent. Va ser nomenat Vicepresident de la Conferència Episcopal Francesa el 9 de novembre de 1999, participant en la 10a Assemblea Ordinària del Sínode Mundial de Bisbes, celebrada a la Ciutat del Vaticà entre el 30 de setembre i el 27 d'octubre de 2001. va ser elegit President de la Conferència Episcopal Francesa el 6 de novembre de 2001. va ser promogut a Arquebisbe de Bordeus i Bazes el 21 de desembre de 2001. assistí a l'11a Assemblea Ordinària del Sínode Mundial de Bisbes, celebrada de nou al Vaticà, entre el 2 i el 23 d'octubre de 2005.
Va ser creat Cardenal prevere de Sant’Agostino al consistori del 24 de març del 2006 pel Papa Benet XVI. Va ser nomenat membre de la Comissió Pontifícia Ecclesia Dei, la comissió responsable de dirigir la qüestió del ritu tridentí a l'abril del 2006.
Com tots els cardenals, Ricard ocupa diversos càrrecs de la Cúria Pontifícia, i està convidat a assistir a les seves reunions plenàries, que en principi se celebren anualment. Els nomenaments són per a 5 anys i són renovables. El 21 de gener del 2010 va ser nomenat membre del Consell pontifici per a la Promoció de la Unitat dels Cristians, i, el 6 de juliol següent, de la Congregació pel Culte Diví i la Disciplina dels Sagraments.

## Opinions

### Recerca amb embrions
Des que la Unió Europea donà l'autorització a l'ús dels embrions, el Ricard s'ha mostrat en contra, dient que és una greu transgressió ètica. El 29 de juny de 2006 afirmà que «en iniciar el procés de la reducció de l'embrió humà a l'estat de mitjà, es constitueix una greu transgressió ètica. Hem de dir que l'embrió humà no es pot considerat com un simple material de laboratori. Tot embrió és un ésser humà. No és per tant un objecte disponible per a l'home. No és possible determinar un llindar més enllà del qual l'embrió és humà i per sota del qual no ho és.».
Al mes de desembre de 2006 va néixer una polèmica al voltant del Télethon, en criticar la recerca amb embrions finançada parcialment amb els donatius del Téléthon.

### Darfur
El 30 de maig de 2007, durant la campanya presidencial, el cardenal Ricard donà suport als esforços per portar la pau a la regió sudanesa de Darfur, declarant que «la catàstrofe humanitària anunciada des de fa molt temps, denunciada per les ONG i les agències de l'ONU es verifica. Europa i França no poden seguir sense reacciona davant del patiment insuportable. La crisi és greu i no ens pot deixar silenciosos o inactius: allà on l'home pateix, Crist pateix amb ell (...) El nostre compromís de cristians per la pau i la justícia ens incita fermament a interrogar als nostres dirigents com els candidats a l'elecció presidencial sobre les accions realitzades i per portar a terme, tant en la vessant diplomàtica com en la humanitària.».

### Líban
El 24 de juliol de 2006, el cardenal Ricard, en nom dels bisbes de França, envià un missatge de sosteniment als catòlics del Líban (durant la guerra del Líban, condemnant «les violències cegues i absurdes, que no podran mai resoldre els conflictes», i assegurà la seva «amistat i comunió fraterna».

### L'ús del preservatiu contra la SIDA
En tant que redactor en cap de Journal inattendu de RTL, l'11 d'abril de 2009 afirmà que «no tenir problemes de recomanar a un fidel l'ús del preservatiu en cas de risc de malaltia» en parlar sobre la SIDA, i remarcà que «l'Església mai no ha dit que sigui preferible contagiar-se de la SIDA abans que fer servir el preservatiu. Ella reclama a un ensenyament just de la sexualitat i la fidelitat.».

### Eutanàsia
Ricard s'ha mostrat en contra als intents per legalitzar l'eutanàsia a França.

### La missa tradicional i els lefebristes
El cardenal Ricard va dir al diari La Croix que el Papa vol reconciliar tots els catòlics en permetre un ús més ampli de la missa tradicional en llatí, i que no vol destruir les fites assolides pel Concili Vaticà II.
El 22 de setembre del 2007, el cardenal Ricard assistí a ordenacions celebrades pel ritu tridentí pel cardenal Darío Castrillón Hoyos a l'Institut del Bon Pastor a Bordeus.

## Distincions
Oficial de la Legió d'Honor
 Officier de l'Oficial de l'orde Nacional del Mèrit